# مفتون ابدی
مفتون ابدی (انگلیسی: Forever Enthralled) فیلمی در ژانر زندگینامه‌ای و رمانتیک به کارگردانی چن کایگه است که در سال ۲۰۰۸ منتشر شد. از بازیگران آن می‌توان به جانگ زئی، سون هونگ‌لی، جیلیان چونگ و ماسانوبو آندو اشاره کرد.